# Songhuaba Shuiku
Songhuaba Shuiku är en reservoar i Kina. Den ligger i provinsen Yunnan, i den sydvästra delen av landet, omkring 14 kilometer nordost om provinshuvudstaden Kunming. Songhuaba Shuiku ligger 1 958 meter över havet. Arean är 2,7 kvadratkilometer. I omgivningarna runt Songhuaba Shuiku växer i huvudsak blandskog. Den sträcker sig 3,4 kilometer i nord-sydlig riktning, och 3,8 kilometer i öst-västlig riktning.
Genomsnittlig årsnederbörd är 886 millimeter. Den regnigaste månaden är juni, med i genomsnitt 181 mm nederbörd, och den torraste är januari, med 10 mm nederbörd.